# 哈爾圖里納
49°0′57″N 35°56′55″E / 49.01583°N 35.94861°E
哈爾圖里納（烏克蘭語：Халтуріна），是烏克蘭東部的村莊，隸屬哈爾科夫州的別列斯京區。該村始建於1920年，面積0.13平方公里，海拔高度114米，2001年人口32，人口密度每平方公里246.2人。